# Eldmire with Crakehill
Eldmire with Crakehill est une paroisse civile du Yorkshire du Nord, en Angleterre.